# リトル・プリンセス
『リトル・プリンセス』（原題：A Little Princess）は、1995年製作のアメリカ映画。原作はフランシス・ホジソン・バーネットの『小公女』。

## あらすじ
イギリス人のセーラはインドで軍人の父と幸せに暮らしていた。しかし、父が戦争に行く事になり、ニューヨークの寄宿学校に預けられる事になる。
新しい環境の中でも、無邪気で天真爛漫なセーラは友達も作り、楽しく生きていく。しかし、11歳の誕生日パーティーをしている時に父の戦死の訃報が入る。と、同時に学長のミンチンに一体の人形を除く持ち物を取り上げられ、屋根裏部屋に放り込まれ、小間使いをさせられてしまう。そんな中でも女中仲間のベッキーや先生の目を忍んで来る友達と仲良くやっていく。
ある朝、セーラが起きると部屋がまるでプリンセスの部屋のようになっている。驚きながらもベッキーと楽しんでいるところへミンチンが来る。ミンチンはセーラたちが盗みを働いたと信じ込んで警察に通報する。
逃げ回るセーラは隣の豪邸で父そっくりの記憶喪失の男を見て、父だと思って助けを求める。しかし、警察に見つかって連行されそうになる。その瞬間に男は記憶を取り戻し、セーラを救う。その後、セーラたちの疑いが晴れると同時にミンチンの子供への酷い対応も露わになる。寄宿学校は隣の豪邸の主人が経営することになり、セーラは父やベッキーと一緒にインドへ帰る。

## 登場人物
セーラ・クルー（リーゼル・マシューズ/押谷芽衣）
主人公。父とインドで暮らしていたが、戦争により、ニューヨークの寄宿学校に預けられる。フランス語が話せる。明るい性格によって、みんなの人気者になるが、ミンチンとはうまくいかなかった。父を失ったことでミンチンに小間使いをさせられるが、優しい心と性格は変わらなかった。最後は死んだはずの父と再会する。
クルー大尉（リアム・カニンガム/大塚芳忠）
主人公の父。昔、妻を病気で亡くした。インドで娘と暮らしていたが、戦争に行くことになり、戦地でセーラが住んでいる学校の隣の豪邸の一人息子と一緒になる。そして、一緒に爆弾に当たってしまい、一人息子は死んだが、彼は記憶喪失にはなるものの助かった。最後は記憶を取り戻し、娘と再会する。
ミンチン学長（エレノア・ブロン/沢田敏子）
寄宿学校の経営者。生徒に対して、とても冷酷な態度で接する。フランス語ができるが、そんなに得意ではない。ハープが趣味。生徒に好かれていない。最後は生徒への態度が公に出てしまい、学長をクビになって煙突掃除人になる。
ベッキー（ヴァネッサ・リー・チェスター/安達忍）
寄宿学校の黒人女中（原作では白人）。セーラに優しくしてもらったことをきっかけに、セーラに親愛の念を持つ。貧乏になった時のセーラを支えた。最後はクルー大尉に引き取られ、寄宿学校を去る。
チャールズ・ランドルフ（アーサー・マレット/中庸助）
寄宿学校の隣に住む老富豪（原作での名前はクリスフォード）。彼の一人息子はクルー大尉と同じ部隊にいる（原作では富豪自身がクルー大尉の友人）。最後はミンチン学長にかわり、寄宿学校の経営者になる。
ラム・ダス（エロール・シタハル/辻親八）
ランドルフに仕えるインド人。記憶喪失になったクルー大尉を引き取ることを主人に提案する。貧乏になったセーラに密かに差し入れをした。
アメリア・ミンチン（ラスティ・シュウィマー/松岡洋子）
ラヴィニア（テイラー・フライ/伊藤美紀）
アーメンガード（ヘザー・デローチ/棚田恵美子）
ロッティ（ケルシー・マルーニー/こおろぎさとみ）
ジェーン（カミーラ・ベル）
バロー（ヴィンセント・スキャヴェリ）

## スタッフ
- 監督：アルフォンソ・キュアロン
- 脚本：リチャード・ラグラヴェネーズ、エリザベス・チャンドラー
- 音楽：パトリック・ドイル
- 撮影：エマニュエル・ルベツキ
- 美術：ポー・ウェルチ

## 詳細
- 主題歌：Kindle My Heart
- キャッチフレーズ「女の子はみんな、プリンセスなのよ」